# The Letter That Johnny Walker Read
(The) Letter That Johnny Walker Readはアメリカのカントリーミュージック バンドであるAsleep at the WheelのアルバムTexas Goldに収録している曲の1つ。歌のタイトルは、スコッチ・ウイスキーの1つである、ジョニー・ウォーカーの赤ラベルが由来である。この曲は、1975年のホット・カントリー・シングルス・チャートで高ランキングを記録した。

## ポピュラー・カルチャー
- グランド・セフト・オート・サンアンドレアス - カントリー・ミュージック・ラジオ・ステーションの「K-ROSE」でこの曲が流れている。

## チャート・パフォーマンス
| Chart (1975)                       | Peak position |
| ---------------------------------- | ------------- |
| U.S. Billboard Hot Country Singles | 10            |
| Canadian RPM Country Tracks        | 32            |